# Batau-Noord (wijk)
De wijk Batau-Noord is een wijk in Nieuwegein, in de Nederlandse provincie Utrecht. De wijk heeft 7.285 inwoners (2018).
De wijk grenst met de klok mee aan de wijken Galecop, Zuilenstein en Batau-Zuid, met als scheiding de Nedereindseweg. In het westen loopt de A2, deze is echter gescheiden van de wijk door een brede geluids- en groenwal.

## Oorsprong van de wijk
Kasteel De Batau, ten zuiden van de Nedereindseweg in Batau-Zuid gelegen, was ook wel bekend onder de naam de Baan of de Baten. Evenals de meeste andere ridderhofsteden in Jutphaas lag De Batau aan de zuidzijde van de Jutphasewetering. Het huis werd omstreeks 1754 gesloopt, maar tot heden bleven nog veel sporen van de Batau bewaard. Zo wordt thans het voorterrein van het kasteel gemarkeerd door een boerderij die hier in 1791 is gebouwd.
De wijk is gebouwd in de jaren tachtig van de twintigste eeuw. Het is een groene wijk.

## Voorzieningen
De gelijknamige sneltramhalte Batau-Noord, ligt aan de oostkant van de wijk, aan de overkant van de A.C. Verhoefweg, in de wijk Zuilenstein.
In het zuidoosten van Batau-Noord ligt het winkelcentrum Muntplein.
Woonwijken: Batau-Noord · Batau-Zuid · Blokhoeve · Doorslag · Fokkesteeg · Galecop · Hoog-Zandveld · Huis de Geer · Jutphaas-Wijkersloot · Lekboulevard · Merwestein · Stadscentrum · Vreeswijk · Zandveld · Zuilenstein

Overige wijken: Het Klooster · Hoge Landen · Laagraven-Liesbosch · Oudegein · Plettenburg · De Wiers

Voormalige gemeenten: Jutphaas · Vreeswijk

Utrecht · Plaatsen in de provincie      Nederland · Provincies · Gemeenten